# Cantone di Troyes-7
Il Cantone di Troyes-7 era una divisione amministrativa dell'arrondissement di Troyes.
A seguito della riforma approvata con decreto del 21 febbraio 2014, che ha avuto attuazione dopo le elezioni dipartimentali del 2015, è stato soppresso.

## Composizione
Comprendeva parte della città di Troyes e i comuni di:
- Bréviandes
- Rosières-près-Troyes
- Saint-Julien-les-Villas